# GECAS
GE Capital Aviation Services - GECAS je irskoameriška družba, ki daje na lizing potniška letala. GECAS nabavi letala od proizvajalcev kot so Airbus in Boeing in jih potem da na lizing letalskim prevoznikomv. Po navadi gre za "suhi lizing" (dry lease), kar pomeni da družba, ki sprejme letalo uporablja svojo posadko, sama registrira, zavaruje in skrbi za vzrževanje letala. 
GECAS ima v lasti več kot 1800 letal, ki jih uporablja 245 letalskih družb po svetu.Večino letal poganjajo General Electricovi motorji.
Konkurenčno podjetje je International Lease Finance Corporation (ILFC). 